# Misionella aikewara
Misionella aikewara – gatunek pająka z rodziny Filistatidae.
Gatunek ten opisany został w 2016 roku przez A.D. Brescovita, I.F.L. Magalhaesa i I. Cizauskasa.
Samice osiągają od 3 do 4,5 mm, a samce 2,7 mm długości ciała. Karapaks jest pomarańczowy z brązowymi przepaskami przy brzegach oraz czarną okolicą oczną i bruzdą tułowiową. Szczękoczułki, nogogłaszczki i odnóża są pomarańczowe, a sternum żółtawe z brązowawymi brzegami. Endyty mają barwę żółtawą u samców, a pomarańczową u samic. Opistosoma jest z ciemnobrązowa. Samcze nogogłaszczki charakteryzuje cymbium dwukrotnie krótsze od goleni, kulistawy bulbus, wydłużony embolus oraz blaszka paraemboliczna dłuższa niż u M. carajas i M. pallida. Samica ma wydłużone i w części dystalnej zakrzywione spermateki.
Pająk neotropikalny, znany z jaskiń w Serra das Andorinhas, w brazylijskich stanach Pará i Tocantins.